# Return To Na Pali
Return to Na Pali (ook wel bekend als Unreal mission pack 1: Return to Na Pali) is een first-person shooter uitgebracht door Epic Games en is een uitbreiding van het spel Unreal. Return to Na Pali is uitgebracht op 31 mei 1999. Het spel sluit direct aan op Unreal. Beide spellen werden samen verkocht als Unreal Gold op 30 augustus 2001.

## Het verhaal
De speler neemt wederom de rol aan van gevangene 849. De Skaarj ontsnappingscapsule waarmee deze gevangene aan het eind van het vorige spel van de planeet Na Pali is ontsnapt drijft bij aanvang van Return to Na Pali doelloos door de ruimte wegens brandstofgebrek. De capsule wordt opgepikt door een groot aards ruimteschip genaamd de UMS Bodega Bay. Dit schip is op weg naar de planeet Na Pali omdat hier een ander schip genaamd de Prometheus is neergestort. Dit schip bevat enkele waardevolle datakernen. De bemanning van de Bodega Bay heeft orders deze kernen op te sporen en veilig te stellen.
De bemanning van de Bodega Bay besluit gevangene 849 in te zetten voor de missie omdat hij de gevaren van de planeet reeds kent (met als belofte dat hij een generaal pardon krijgt van zijn misdaden als hij meewerkt).
Gevangene 849 krijgt voor zijn missie een draagbare SCUBA-unit mee om onder water te ademen, een universele vertaler, en een dispersion pistol. Ook neemt hij een digitaal logboek mee om zijn ervaringen in te rapporteren. Met tegenzin accepteert hij de opdracht en keert terug naar de planeet.

## Het spel
De speler moet net als in Unreal weer van voor af aan beginnen met het verzamelen van wapens. In dit spel heeft de speler meer wapens om uit te kiezen dan in Unreal. Er zijn echter ook meer vijanden.
Het spel kent twee primaire doelen. In het begin van het spel moet de speler de neergestorte Prometheus vinden en de datakernen veilig stellen. Zodra hij hem heeft gevonden, blijkt echter dat de militairen die gevangene 849 op deze missie hebben gestuurd hebben ondanks hun belofte niet van plan zijn om hem terug te brengen naar de Aarde. Zodra gevangen 849 de Prometheus heeft gevonden, wordt hij zelf een doelwit. Het tweede doel van het spel is om te ontsnappen aan de militairen en de gevaren van de planeet, en weer een manier te vinden om de planeet te verlaten.

## Vijanden
Naast de oude vijanden uit Unreal komt men in Return to Na Pali ook deze tegen:
- Predator: zeer snelle renners en jagers. Eén Predator rent nog weg voor de speler, maar een groep valt gelijk aan. Ze hebben scherpe tanden en geven niet op.
- Spider: deze reuzenspinnen verstoppen zich in donkere hoekjes. Ze hebben scherpe tanden en spuwen gif. Ze kunnen vanaf hogere platformen onverwacht boven op de speler springen.
- Giant manta: enorme versie van de Manta uit Unreal.
- Marine: soldaten van de Bodega Bay, die gevangene 849 op zijn missie gestuurd hebben. Nadat 849 de Prometheus heeft gevonden, komen deze militairen naar de planeet om hem te elimineren. Ze gebruiken dezelfde wapens als de speler en kunnen ook dingen oppakken zoals health packs.

De enige vijand uit Unreal die niet meer voorkomt in Return to Na Pali is de Queen.

## Wapens en items
In Return to Na Pali heeft men in de eerste plaats dezelfde 10 wapens als in Unreal. Daarnaast kan men als extra wapens vinden:
- Combat Assault Rifle: Het standaard wapen van de Militairen van de Bodega Bay. De assault rifle kan tot 400 kogels bevatten. Het kan worden gebruikt als machinegeweer, en kan een ontploffing veroorzaken door 5 kogels tegelijk af te schieten.
- Grenade Launcher: ook een militair wapen. De grenade launcher vuurt bommen af die ontploffen als ze iets raken, of als ze niks raken na een tijdje alsnog ontploffen.
- Rocket Launcher: een derde militair wapen. De rocket launcher vuurt net als de eightball gun raketten af, maar deze raketten zijn veel sneller.

De items in Return to Na Pali zijn hetzelfde als in Unreal. Het enige verschil is de SCUBA gear. In plaats van de SCUBA gear uit Unreal heeft de speler nu constant een militaire SCUBA gear bij zich die zichzelf kan herladen en dus onbeperkt bruikbaar is.